# Alstroemeria versicolor
Alstroemeria versicolor este o specie de plante monocotiledonate din genul Alstroemeria, familia Alstroemeriaceae, descrisă de Hipólito Ruiz López și Pav.. Conform Catalogue of Life specia Alstroemeria versicolor nu are subspecii cunoscute.